# Asfíxia
Asfíxia (del grec α- "sense" i σφύξις sphyxis, "batec del cor") és l'estat de deficiència greu de subministrament d'oxigen al cos que sorgeix de ser incapaç de respirar amb normalitat. Un clar exemple d'asfíxia és l'ennuegament. L'asfíxia causa hipòxia generalitzada, la qual afecta a tots els teixits i òrgans. Pot ser causada per una ventilació inadequada i el fet de cremar carbó (o qualsevol altre combustible) en una habitació tancada i sense ventilar. Molts incidents d'aquesta mena han donat lloc al coma i la mort, ja que generalment l'anòxia provoca lesions cerebrals irreversibles en 10-15 minuts i és quasi sempre letal quan es perllonga més sense el suport adequat.
En la pràctica clínica el concepte d'asfíxia com a definició d'un estat de manca d'oxigen és poc precís, de manera que l'ús del terme s'aplica fonamentalment a casos de cessament de la funció respiratòria per causes mecàniques i obstructives o per inhalació de substàncies pernicioses.

## Deficiència d'oxigen
Se sap que l'excés de diòxid de carboni present en els pulmons crea la necessitat fisiològica de respirar i molts gasos no tòxics es classifiquen com a asfixiants per aquesta raó; tanmateix, avui dia, l'existència d'un sistema corporal ben definit per detectar la manca d'oxigen a escala cel·lular encara és motiu d'estudi.
Aquest trastorn respiratori té múltiples mecanismes etiològics. Algunes causes de deficiència d'oxigen són:
- Asma.
- Pneumotòrax.
- Edema pulmonar de qualsevol origen.
- Edema uvular.[2]
- Aspiració de meconi.[3]
- Intoxicació per monòxid de carboni.[4]
- Intoxicació per gas metà.[5]
- Intoxicació per curare.[6]
- Contacte amb certs productes químics (clor gasós, per exemple).[7]
- Hipocàpnia autoinduïda per hiperventilació. De vegades forma part dels 'jocs asfíctics' practicats per alguns adolescents.[8]
- Una convulsió epilèptica que fa deixar de respirar.
- Apnea del son, una condició infradiagnosticada.[9]
- Sobredosi de drogues.
- Síndrome de la maledicció d'Ondine o hipoventilació central congènita, un trastorn del sistema nerviós.[10]
- Síndrome del destret respiratori agut.
- Síndrome de Perthe.[11][12]
- Exposició a una baixa pressió extrema o un buit alt.[13]
- Estrangulació.
- Ofegament.
- Compressió toràcica.[14]
- Ruptura traqueal.[15]
- Suspensió perllongada de l'abdòmen.[16][17]
- Tètanus.[18]

## Indrets perillosos
En llocs poc ventilats i d'una certa fondària, el desplaçament de l'oxigen per gasos (generalment) més pesants pot provocar la mort amb molta facilitat. En pous abandonats l'acumulació de CO2, més dens que l'aire, no permet la respiració. Es tracta d'un perill invisible i d'acció molt ràpida. Les víctimes poden ser professionals o infants que cauen en el parany de forma accidental o voluntària. L'expressió tradicional i coloquial catalana és: “Hi ha la guilla”, “en aquest pou hi ha la guilla” o similars.
Durant molts anys, els canaris s'utilitzaren a les mines de carbó per detectar la presència de monòxid de carboni i prevenir l'asfíxia dels miners.